# Nashira
Nashira (Gamma de Capricorn / γ Capricorni) és el quart estel més brillant a la constel·lació de Capricorn. La seva magnitud aparent és +3,69.

## Nom
El nom de Nashira procedeix de l'àrab Al Sa'd al Nashirah i significa «portadora de bones notícies» o «l'afortunada». En Babilònia, Nashira assenyalava el 27º asterisme eclíptic, Mahar sha hi-na Shahu, «el de l'oest en la cua de la cabra».
A la Xina, aquest estel, al costat de Deneb Algedi (δ Capricorni), ε Capricorni, κ Capricorni i altres estels d'Aquari i de la constel·lació dels Peixos, formava Luy Pei Chen, «el camp atrinxerat».

## Característiques físiques
Situat a 139 anys llum del sistema solar, Nashira tradicionalment ha estat catalogat com a estel blanc-groc de tipus espectral F0p; donat el seu estat incert evolutiu, ha estat considerada un estel de la seqüència principal. Observacions més minucioses, no obstant això, suggereixen que és un estel de tipus A7. La seva lluminositat, 47 vegades major que la lluminositat solar, i la seva massa, equivalent a 2,5 masses solars, suggereixen que està abandonant la seqüència principal per convertir-se en un estel gegant.
Nashira també ha estat classificada com una estrella AM, un tipus d'estels l'espectre dels quals presenta línies d'absorció fortes d'alguns metalls. La seva velocitat de rotació en l'equador és de només 30 km/s, inferior a la d'altres estels de tipus A, la qual cosa pot afavorir la separació de diferents elements químics en la seva atmosfera. Enfront d'alguns elements com a carboni, oxigen, magnesi o sofre l'abundància relativa del qual és comparable a la solar, uns altres presenten abundàncies que clarament difereixen dels valors solars. zirconi, estronci i itri —aquest últim 200 vegades més abundant que en el Sol— mostren valors molt per sobre dels solars; en l'altre extrem, calci i escandi són deficitaris respecte al nostre estel.
Així mateix, Nashira és considerada un estel variable Alfa² Canum Venaticorum amb petites variacions en la seva lluentor de 0,03 magnituds.